# 치아파스사슴쥐
치아파스사슴쥐(Peromyscus zarhynchus)는 비단털쥐과에 속하는 설치류의 일종이다. 멕시코에서만 발견된다.

## 분포 및 서식지
치아파스사슴쥐는 멕시코 치아파스주 중부와 남서부의 토착종이다. 습윤 고지대 운무림 지역과 소나무, 참나무 숲에서 발견되며, 해발 1400m와 2900m 사이의 성숙림부터 벌목 지역까지의 숲 단계에서 서식한다. 해발 2200m 이하에서는 키 큰 성숙림에서만 발견된다. 과테말라에서 표본은 아직 확인되지 않았다.

## 보전 등급
치아파스사슴쥐는 제한된 분포 안에서 적당한 서식지 지난 30년 동안 50% 이상이 줄어든 것으로 추정됨에 따라 국제 자연 보전 연맹(IUCN)이 "취약종"으로 분류하고 있다.